# Salvia chamaedryoides
Salvia chamaedryoides es una planta perenne de la familia de las lamiáceas. Es originaria de los desiertos de la Sierra Madre Oriental en México a una altitud de 2100–2800 metros. 

## Descripción
Comparte el patrón típico de Teucrium chamaedrys. Difundida libremente, alcanza una altura de 60 cm cuando está en floración, con pequeño follaje perenne de color gris. Las flores son de color azul, que aparece de forma esporádica a lo largo de la temporada de crecimiento, con picos de floración a principios de verano y otoño. Ha crecido en el sector hortofrutícola europeo desde el siglo XIX, pero fue introducida a los EE. UU. en la década de 1980.

## Taxonomía
Salvia chamaedryoides fue descrita por Antonio José de Cavanilles y publicado en Icones et Descriptiones Plantarum 2: 77, t. 197. 1793-1794.
Etimología
Ver: Salvia
chamaedryoides: epíteto latino que significa "como Chamaedrys".
Sinonimia
- Salvia chamaedrifolia Andrews
- Salvia chamaedryoides var. isochroma Fernald
- Salvia chamaedrys Willd.
- Salvia menthifolia Ten.[4][5]